# John Guilbert Avildsen
John Guilbert Avildsen   (Oak Park, 21 de desembre de 1935 - Los Angeles, 16 de juny de 2017) fou un director de cinema estatunidenc, guanyador d'un Oscar.
Després de començar com a ajudant de director en pel·lícules d'Arthur Penn i Otto Preminger, John Avildsen va tenir el seu primer èxit amb el film de baix pressupost Joe (1970) que va ser rebut per la crítica pel paper de Peter Boyle i el moderat negoci de taquilla. Va ser seguit per un altre èxit de la crítica, Save the Tiger (1973), que va ser nominat per tres Oscars, guanyant el de millor actor per Jack Lemmon.
L'èxit més gran d'Avildsen va ser Rocky (1976), que va tenir deu nominacions de l'Acadèmia, guanyant-ne tres, incloent-hi el de millor pel·lícula i millor director. Altres pel·lícules seves són Cry Uncle! (1970), Karate Kid (1984), Escola de joves rebels (1989), i Vuit segons (1994).
Avildsen havia de ser el director original per als dos Serpico (1973) i Febre del dissabte nit (1977), però va ser despatxat per disputes amb els productors Martin Bregman i Robert Stigwood, respectivament.

## Filmografia
- Turn on to Love (1969)
- Guess What We Learned in School Today? (1970)
- Joe (1970)
- Cry Uncle! (1971)
- Okay Bill (1972)
- Save the Tiger (1973)
- The Stoolie (1974)
- Fore Play (1975)
- W.W. and the Dixie Dancekings (1975)
- Rocky (1976)
- Slow Dancing in the Big City (1978)
- La fórmula (The Formula) (1980)
- Veïns (Neighbors) (1981)
- Traveling Hopefully (1982)
- A Night in Heaven (1983)
- Karate Kid (The Karate Kid) (1984)
- Karate Kid 2 (The Karate Kid, Part II) (1986)
- Feliç any nou (1987)
- For Keeps (1988)
- Escola de joves rebels (Lean on Me) (1989)
- Karate Kid 3 (The Karate Kid Part III) (1989)
- Rocky 5 (Rocky V) (1990)
- The Power of One (1992)
- Vuit segons (8 Seconds) (1994)
- Inferno (1999)

## Premis i nominacions

### Premis
- Oscar al millor director per Rocky (1976)

### Nominacions
- Oscar al millor documental per Traveling Hopefully (1982)
- BAFTA a la millor direcció per Rocky (1976)
- Globus d'Or al millor director per Rocky (1976)